# Laura Stigger
Laura Stigger (Innsbruck, 25 september 2000) is een Oostenrijks wielrenster, ze is vooral gespecialiseerd in het mountainbiken.

## Biografie
Stigger begon in 2007 met mountainbiken. Tussen 2014 en 2016 werd ze drie maal op rij Europees kampioene bij de jeugd. In zowel 2017 als in 2018 won ze het Europees- en Wereldkampioenschap mountainbike bij de junioren.
Op 27 september 2018 won Stigger in haar thuisstad Innsbruck ook het wereldkampioenschap wegwielrennen. Ze klopte in de spurt met vier de Française Marie Le Net en Simone Boilard uit Canada. Enkele weken later behaalde ze samen met haar landgenote Hannah Streicher brons op de Olympische Jeugdzomerspelen. 

## Palmares

### Mountainbiken

#### Elite
| Seizoen | Wereldbeker cross-country | Wereldbeker short-track              | OS  | WK  | EK  | OK     | Overige                             | Totaal aantal zeges |
| ------- | ------------------------- | ------------------------------------ | --- | --- | --- | ------ | ----------------------------------- | ------------------- |
| 2019    |                           |                                      | NVT | NVT | NVT | Goud   | Verona, Girona, Windhaag, Sakarya   | 5                   |
| 2020    |                           |                                      | NVT | NVT | NVT | Goud   | Gstaad, Ottenschlag im Mühlkreis    | 3                   |
| 2021    |                           |                                      | DNF | NVT | NVT | Zilver | Albenga, Basel                      | 2                   |
| 2022    |                           |                                      | NVT | NVT | NVT | 8e     | Verona, Windhaag, Graz, Roadlberg   | 4                   |
| 2023    | Snowshoe                  | Nové Město, Val di Sole, Mt. St-Anne | NVT | DNS | 8e  | DNF    | Langenlois, Haiming, Graz, Dornbirn | 8                   |
| 2024    |                           |                                      |     | -   | -   |        | Verona                              | 1                   |
|         |                           |                                      |     |     |     |        |                                     |                     |
| Totaal  | 1                         | 3                                    | 0   | 0   | 0   | 2      | 18                                  | 23                  |

#### Erelijst
| Seizoen | Aantal zeges |     | Regenboogtrui | Europeese kampioenstrui | Oostenrijkse kampioenstrui | WB  | UCI |  |
| ------- | ------------ | --- | ------------- | ----------------------- | -------------------------- | --- | --- |  |
| 2019    | 5            | NVT | NVT           | NVT                     | Goud                       | NVT | 26e |  |
| 2020    | 3            | NVT | NVT           | NVT                     | Goud                       | NVT | 16e |  |
| 2021    | 2            | DNF | NVT           | NVT                     | Zilver                     | 13e | 13e |  |
| 2022    | 4            | NVT | NVT           | NVT                     | 8e                         | 9e  | 10e |  |
| 2023    | 7            | NVT | DNS           | 8e                      | DNF                        | 4e  | 8e  |  |
|         |              |     |               |                         |                            |     |     |  |
| Totaal  | 5            | 0   | 0             | 0                       | 2                          | 0   | 0   |  |

#### Jeugd
Wereldkampioenschap wegwielrennen, wegwedstrijd: 2018 (junioren)
 Wereldkampioenschap mountainbike, cross-country: 2017 & 2018 (junioren)
 Europees kampioenschap mountainbike, cross-country: 2017 & 2018 (junioren) 2016 & 2015 (nieuwelingen) 2014 (aspiranten)
 Oostenrijks kampioenschap mountainbike, cross-country: 2017 & 2018 (junioren) 2016 & 2015 (nieuwelingen) 2014 (aspiranten) en 2012 (U13)